# Itame teknaria
Itame teknaria là một loài bướm đêm trong họ Geometridae.